# Maximilian Löser
Maximilian Löser, verheiratet Maximilian Löser-Hügel (* 27. September 1953) ist ein deutscher Schauspieler und Hörspielsprecher.

## Leben
Maximilian Löser wurde 1953 als Sohn der Schauspielerin Christa Löser (1926–2012) geboren. Nach seinem Wehrdienst in der NVA arbeitete er vorübergehend in einem Möbelkombinat und als Horterzieher, bis er von 1975 bis 1978 ein Studium an der Staatlichen Schauspielschule Berlin absolvierte. Es folgten Engagements in Senftenberg, Anklam, Halle (Saale) und an verschiedenen Theatern in Berlin. Für verschiedene Fernseh- und Filmgesellschaften stand er mehrfach vor der Kamera und für den Rundfunk wirkte er als Hörspielsprecher.
Maximilian Löser ist mit der Schauspielerin Ilka Hügel verheiratet und ab 1986 freiberuflich tätig.

## Filmografie
- 1977: Ein Katzensprung
- 1977: Trampen nach Norden (Fernsehfilm)
- 1979: Addio, piccola mia
- 1988: Die Entfernung zwischen dir und mir und ihr
- 1991: Das Mädchen aus dem Fahrstuhl
- 1992: Banale Tage

## Theater
- 1984: Volker Braun: Großer Frieden – Regie: Peter Sodann (neues theater Halle)
- 1985: Ariano Suassuna: Das Testament des Hundes (Chico) – Regie: Hella Müller (Neues Theater Halle/Saale)
- 1985: Christian Dietrich Grabbe: Herzog Theodor von Gothland (Alter Gothland) – Regie: Alexander Lang (Deutsches Theater, Berlin)
- 1986: August Strindberg: Totentanz (Leutnant) – Regie: Alexander Lang (Deutsches Theater, Berlin)
- 1986: Euripides: Medea (Kreon) – Regie: Alexander Lang (Deutsches Theater, Berlin)
- 1988: Ödön von Horváth: Hin und Her – Regie: Reinhard Simon (Eduard-von-Winterstein-Theater  Annaberg)
- 1991: Molière: Der Menschenfeind (Oronte) – Regie: Henry Hübchen (Volksbühne, Berlin)
- 1991: August Stramm: Rudimentär (Hausfreund) – Regie: Peter Brasch (Grips-Theater, Berlin)
- 2003: Nach William Shakespeare: Lear. Ungehorsam. Unfreiwillig (Lear als Alt-Rocker) – Regie: Angela Richter (Sophiensäle, Berlin)
- 2003: Robert Wolfgang Schnell: Ein Eisbär in Berlin (Kleinfabrikant Mepperhammel) – Regie: André Freyni (Hansa-Theater, Berlin)
- 2004: William Shakespeare: Richard III. – Regie: Jens Schmidt (Freilichtspiele Schwäbisch Hall)
- 2004: Federico Garcia Lorca: Sobald 5 Jahre vergehen (Alter Mann) – Regie: Sebastian Schug (bat Studiotheater, Berlin)
- 2007: William Shakespeare: Romeo und Julia (Graf Capulet) – Regie: Rosee Riggs (Freilichtspiele Schwäbisch Hall)
- 2008: Hugo von Hofmannsthal nach Sophokles: König Ödipus (Priester) – Regie: Christoph Biermeier (Freilichtspiele Schwäbisch Hall)
- 2018: Claire und der Hauptmann – Regie: Klaus Gendries (Stadttheater Köpenick, Berlin)
- 2022: Peter Dehler: Die Olsenbande dreht durch – Regie: Klaus Gendries (Stadttheater Köpenick, Berlin)

## Hörspiele
- 1987: Hans Christian Andersen: Des Königs neue Kleider (Alter) – Regie: Peter Brasch (Kinderhörspiel – Rundfunk der DDR)
- 1987: Ernst Günther: Trockenwohner (Kunik) – Regie: Manfred Täubert (Kinderhörspiel/Kurzhörspiel – Rundfunk der DDR)
- 1987: Halina Gòrska: Die Blume des Amethyst (1. Ritter) – Regie: Manfred Täubert (Kinderhörspiel – Rundfunk der DDR)
- 1988: Marion Seelig: Die Frühlingsgeige (Mann) – Regie: Manfred Täubert (Kinderhörspiel – Rundfunk der DDR)
- 1988: Peter Handke: Die Million Eier (Kapiko) – Regie: Peter Brasch (Kinderhörspiel – Rundfunk der DDR)
- 1988: Waldtraut Lewin: Die Insel im Fluss (Vater) – Regie: Karlheinz Liefers (Kinderhörspiel – Rundfunk der DDR)
- 1989: Wilhelm Busch: Max und Moritz – Regie: Achim Scholz (Kinderhörspiel – Rundfunk der DDR)
- 1989: Luise Rinser: Detektivin Susi löst einen ungewöhnlichen Fall (Dr. Kimmel) – Regie: Manfred Täubert (Kinderhörspiel – Rundfunk der DDR)
- 1989: Thomas Fritz: Die Geschichte vom verlorenen Sohn – Regie: Werner Buhss (Kinderhörspiel – Rundfunk der DDR)
- 1989: Brüder Grimm: Sechse kommen durch die ganze Welt (Heinz Hinkel) – Regie/Bearbeitung: Peter Brasch (Kinderhörspiel – Litera)
- 1990: Torsten Enders: Joe Cocker oder Das Urteil (Robert) – Regie: Norbert Speer (Kinderhörspiel – Rundfunk der DDR)
- 1990: Henryk Bardijewski: Die Sitzung – Regie: Beate Rosch (Hörspiel – Rundfunk der DDR)
- 1990: Albert Wendt: Adrian und Lavendel (Mann) – Regie: Karlheinz Liefers (Kinderhörspiel – Rundfunk der DDR)
- 1991: Andrei Platonow: Die Suche nach dem verlorenen Volk (6. Dshan) – Regie: Karlheinz Liefers (Kinderhörspiel – Funkhaus Berlin)
- 1991: Peter Hacks: Geschichte vom weinenden Stein (Stein) – Regie: Gerda Zschiedrich (3. Teil des Kinderhörspiels Das Windloch – Funkhaus Berlin)
- 1992: Brüder Grimm: Das tapfere Schneiderlein (General) – Regie: Peter Brasch (Kinderhörspiel – DS Kultur)
- 1992: Brüder Grimm: Teufel und Soldat (Drachen/Teufel) – Regie: Gerda Zschiedrich (Kinderhörspiel – DS Kultur)

## Auszeichnungen
- 1978: Kritikerpreis der Berliner Zeitung für jugendliche Darsteller an das Kollektiv der Staatlichen Schauspielschule Berlin für das Brecht-Programm Wenn ich auf den zauberischen Karussellen…